# Átmérő (gráfelmélet)
Egy gráf {\displaystyle d} vagy {\displaystyle diam} átmérőjén a csúcsok maximális excentricitását értjük; tehát {\displaystyle d} a csúcspárok között fellépő legnagyobb távolság, avagy {\displaystyle d=\max _{v\in V}\epsilon (v)}. Az átmérő megkereséséhez meg kell keresni az összes csúcspár közötti legrövidebb utakat. Ezek között a legnagyobb hosszúságú a gráf átmérője.
Nem összefüggő gráfban, ha értelmezzük az átmérő fogalmát, akkor értéke megegyezés szerint végtelen.
{\displaystyle D_{G}=\max _{u,v\in V}\min _{p\in P(u,v)}l(p)}.
Nem összekeverendő az átlagos távolsággal, ami a pontpárok közötti legrövidebb utak hosszainak átlaga.
A d maximális fokszámú és k átmérőjű gráf csúcsainak száma legfeljebb {\displaystyle 1+d\sum _{i=0}^{k-1}(d-1)^{i}} lehet; azokat a gráfokat, amiknek a csúcsszáma éppen ennyi, Moore-gráfoknak nevezik.